# Мария (певица)
Мария Панайотова Кирова-Соколова (болг. Мария Панайотова Кирова-Соколова), более известна как Мария (болг. Мария); род. 13 января 1982, Стара-Загора, Болгария) — болгарская поп-фолк-певица.

## Биография
Мария родилась 13 января 1982 года в городе Стара-Загора. Её отец — известный болгарский борец Сергей Киров, кроме Марии в семье была младшая сестра Ирена. Когда Марии было 10 лет, их родители развелись. Она проводила каждое лето у своей бабушки. Училась в музыкальной школе в Стара-Загора по классу игры на контрабасе. Прервала учёбу из-за поражения электрическим током, из-за которого не работали её пальцы.

### 2000—2005: начало карьеры, успех и знаменитая реклама
В 2004 году Мария принимала участие в рекламе пивной компании «Ариана». Она открывала бутылку пива ножом, скрытым в её декольте, оттуда взяла себе прозвище Мара-открывашка, а затем она стала лицом телефонной компании «Мтел». В 2005 году была признана самой красивой женщиной года в Болгарии в передаче «10 лучших».

### 2006—2008: брак, материнство и перерыв в карьере
В 2006 году Мария являлась гостьей в передаче «Горещо», где вместе с Венетой Райковой выбирала свадебное платье. Она решила сделать перерыв в карьере ради семьи.

### 2013—2016: эксперименты и «Твоите сто лица»
В январе 2013 года Мария в интервью для передачи «Звездно» на телеканале «Планета» рассказала, что она записала новую песню «Мен избра» (рус. Я выбрала), которую сочинил румынский певец и продюсер Кости Ионицэ.
Два года Мария экспериментировала в жанре поп-музыки, записала три дуэта с Азисом, несколько дуэтов с рэперами и современную аранжировку народной песни.
В начале 2016 года Мария выпустила хит «Мръсни думи говори» (рус. Грязные слова говорить) и видеоклип с Фики и Азисом. На ежегодной премии телеканала «Планета» Мария выиграла в номинации «Альбом года» за альбом Твоите 100 лица (рус. Твои 100 лиц).

## Личная жизнь
В 2008 году вышла замуж за Дмитрия. Имеет дочь Марайю (28 июля 2008), названную в честь певицы Мэрайи Кэри. В 2011 году развелись.
В 2015 году вышла замуж за Християна Гущерова, через три года развелась

## Дискография

### Студийные альбомы
- 2000 — Спомен / Воспоминания
- 2001 — Първа луна / Первая луна
- 2003 — Истинска / Реальная
- 2004 — Мария
- 2005 — Осъдена душа / Приговорённая душа
- 2006 — Единствен / Единственный
- 2012 — XIII / Тринадцать
- 2015 — Твоите 100 лица

### Сборники
- 2013 — The best of Maria / Лучшие хиты Марии
- 2013 — Златните хитове на Мария / Золотые хиты Марии